# デルフゼイル
デルフゼイル（オランダ語: Delfzijl [dɛlfˈsɛil] ( 音声ファイル)、フローニン語：Delfsiel）は、オランダのフローニンゲン州にある町。かつては基礎自治体（ヘメーンテ）であったが、現在はエームスデルタの一部となっている。エムス川三角州の左岸に位置し、ドイツと境を接する。デルフセイルとも表記される。

## 地区
- Amsweer
- Arwerd
- Baamsum
- ビールム　(Bierum)
- ビーススム (Biessum)
- Binnen Ae
- ボルフスウェール (Borgsweer)
- Dallingeweer
- Dekkershuizen
- デルフゼイル (Delfzijl)
- ファルムスム (Farmsum)
- Feldwerd
- Fiemel
- Geefsweer
- ゴドリンゼ (Godlinze)
- Heveskes
- Heveskesklooster
- Ideweer
- ホルウィールデ (Holwierde)
- クレウェルト (Krewerd)
- Ladysmith
- Lalleweer
- ロスドルプ (Losdorp)
- メートハイゼン (Meedhuizen)
- Nansum
- Naterij
- Nooitgedacht
- Opmeeden
- Oterdum
- Polen
- スパイク (Spijk)
- テルムンテン (Termunten)
- テルムンテルゼイル (Termunterzijl)
- Tuikwerd
- Tuikwerderrak
- Tweehuizen
- Uiteinde
- アイトウィールデ (Uitwierde)
- Vierburen
- Vierhuizen
- ワーゲンボルゲン (Wagenborgen)
- Wartum
- ワイウェルト (Weiwerd)
- ウォルデンドルプ (Woldendorp)
- Zeshuizen

## 産業
国内第五の海港を有すデルフゼイルにはコーラス・グループ傘下のアルミニウム・デルフゼイル社のアルミニウム工場が置かれており、2004年度には11万2400トンもの液状アルミニウムを精製、原料から15万7700トンを鋳造した。また化学でも知られ、街のはずれにある広さ3平方キロメートルもの工業団地はこの地域で最大の雇用主となっている。この団地でデルフゼイルはロッテルダムに次ぐ国内第二の化学の町となっており、とりわけ塩素の製品が多く輸出されている。

## 交通
デルフゼイル駅とデルフゼイル西駅の二つの鉄道駅がある。

## スポーツ
5年ごとに国内最大のセーリング大会であるデルフサイルが開かれる。

## 姉妹都市
- オーブナ（フランス）
- チェゼナーティコ（イタリア）
- シュヴァルツェンベーク(Schwarzenbek)（ドイツ）
- シエール（スイス）
- ゼルザーテ(Zelzate)（ベルギー）
- 周南市（日本）